# Templo Puning

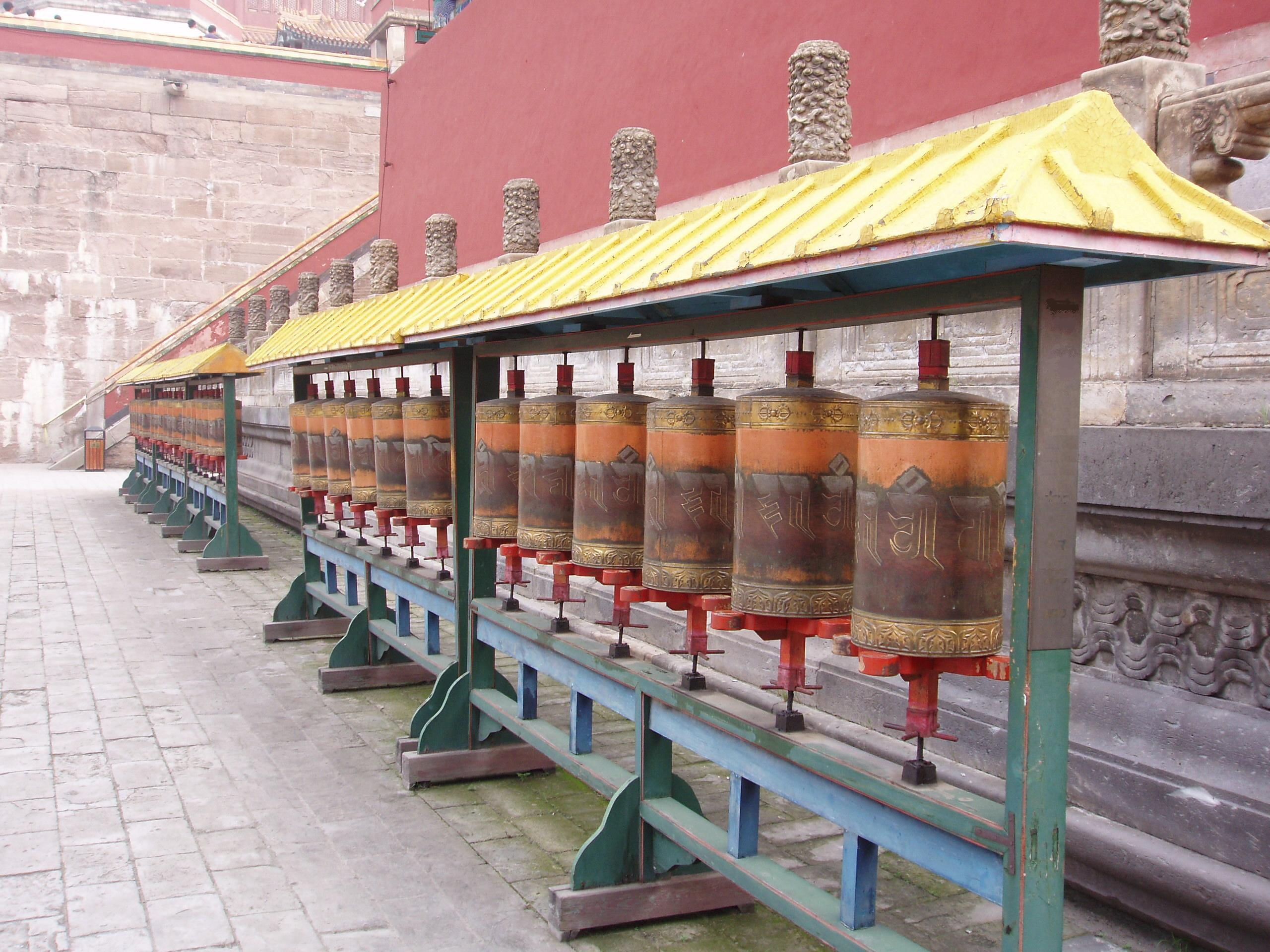
Ruedas giratorias en el interior del templo.

El templo Puning o templo de la Paz Universal (a veces llamado Templo del Gran Buda) se encuentra en Chengde, en la provincia china de Hebei. Se trata de un gran templo budista de la dinastía Qing, construido en 1755 durante el reinado del emperador Qianlong.
Es vecino a la residencia de montaña de Chengde y del célebre templo Putuo Zongcheng. Es uno de los ocho templos exteriores de Chegde. Así como el templo de Putuo Zongcheng se construyó a imagen del Palacio de Potala en el Tíbet, el templo de Puning se hizo a imagen del monasterio de Samye, un lugar lamaista, también en el Tíbet. El templo delantero es de estilo chino aunque dentro del complejo se mezclan los estilos chinos y tibetanos. El templo de Puning alberga la mayor estatua del mundo de un Bodisatva de madera (22,28 metros de alto y 110 toneladas). Por ello, el templo recibe a veces el nombre de templo del gran Buda. En el recinto se encuentran también otros templos, diversos pabellones, una torre del tambor y una torre de la campana.

## Historia
Desde el siglo XVII, bajo la dinastía Ming, los dzungars del nordeste de China estaban enfrentados en una guerra civil. El emperador Qianlong envió un ejército a Yili para reprimir la rebelión contra la dinastía de los Qing. Atacaron Yili y capturaron al khan de los dzungars. Para conmemorar la victoria, el emperador ordenó construir el Templo de la Paz Universal, símbolo de su voluntad de mantener la paz entre las etnias, así como la estabilidad en las provincias del nordeste. El propio emperador firmó la tablilla que se encuentra en el pabellón del acero de este templo.
Como los dzungars eran lamaístas, el templo se construyó imitando el del monasterio de Samye. El templo de Puning es conocido por la gran estatua en madera de un Bodisatva que se encuentra en la sala principal. Tiene mil ojos y mil brazos de tallas variadas. La estatua está realizada en cinco tipos diferentes de madera: pino,  ciprés, olmo, abeto y tilo.
Desde 1994, la residencia de montaña de Chengdu y los ocho templos exteriores, incluido el de Puning, forman parte de la lista del patrimonio de la humanidad de la Unesco.